# Charles E. Curran
Charles E. Curran (Rochester, 30 de março de 1934) é presbítero e teólogo norte-americano da Igreja Católica Romana. Atualmente, leciona e na Universidade Elizabeth Scurlock na Universidade Metodista Meridional em Dallas, Texas, como professor de valores humanos.

## Biografia
Nasceu em Rochester, Estado de Nova Iorque, o terceiro dos quatro filhos de Gertrude Beisner e John F. Curran, funcionário de uma seguradora, família católica de classe média de ascendência irlandesa e alemã (por parte de Gertrude). Iniciou seus estudos numa escola particular da comunidade local dirigida pela Congregação das Irmãs de São José.
Aos treze anos, manifestou o desejo de seguir carreira eclesiástica e entrou para o Seminário Menor de Santo André, da Diocese de Rochester, onde cursou o ginasial e deu início à sua graduação em Filosofia com vistas para o sacerdócio, a qual concluiu no Seminário Maior de São Bernardo. Em 1955, foi escolhido pela Diocese de Rochester para cursar Teologia em Roma.
Na capital italiana, cursou Teologia na Pontifícia Universidade Gregoriana. No terceiro ano do curso, recebeu o presbiterado em 13 de julho de 1958, junto com outros colegas, na Basílica dos Santos Bonifácio e Aleixo. Por determinação de seus superiores, logo após concluir o curso de Teologia, teve que fazer doutorado em Teologia Moral afim de se tornar professor da matéria no Seminário São Bernardo. Recebeu o título tanto da Gregoriana quanto da Academia Alfonsiana em 1961.
Curran ensinou teologia moral no Seminário de São Bernardo, entre 1961 e 1965; na Universidade Católica da América, entre 1965 e 1989; na Universidade de Cornell, como professor visitante, entre 1987 e 1988; na Universidade do Sul da Califórnia, entre 1988 e 1990; na Universidade de Auburn, no Alabama, entre 1990 e 1991. A partir de 1991, ele tem sido professor de valores humanos na Universidade Elizabeth Scurlock e na Universidade Metodista Meridional, em Dalas, (Texas). Ele foi presidente da Sociedade Teológica Católica da América, entre 1969 e 1970); da Sociedade de Ética Cristã, entre 1971 e 1972; e da Sociedade Teológica Americana, entre 1989 e 1990. Além disso, teve atuação nos conselhos editoriais de várias publicações teológicas, tais como: Église et théologie, ''Horizons'', Jornal de Ética Religiosa e Anuário da Sociedade de Ética Cristã.
A partir de 1966 ele passou a publicar regularmente livros e coleções de seus ensaios, que incluem: "Studies in Moral Theology" (1975), "Issues in Sexual and Medical Ethics" (1978), "Directions in Catholic Social Ethics" (1985), "The Living Tradition of Catholic Moral Theology" (1992), "Faithful Dissent" (1986), "History and Contemporary Issues: Studies in Moral Theology" (1996) e "The Origins of Moral Theology in the United States: Three Different Approaches" (1997). O presente ano vê a publicação de sua obra em co-autoria, a tradição católica Moral Hoje: A Synthesis (Washington: Georgetown University Press, 1999).
Em 1972 foi homenageado pelo New York Times, pela ABC News e pela Sociedade Teológica Católica da América com o Prêmio John Courtney Murray, além disso recebeu doutorados honorários da Universidade de Charleston (Virgínia Ocidental), e do Concordia College (Oregon).

## Controvérsias
Em 1968, Charles Curran escreveu uma crítica à Encíclica Humanae Vitae, na qual defendeu o direito à utilização de métodos de contracepção artificial. Sua declaração recebeu o apoio de mais de 600 teólogos e outros acadêmicos, incluindo Bernard Haring, David Tracy, Richard McBrien, Walter Burghardt, Raymond Collins, Roland Murphy e Bernard McGinn.
Em 17 de setembro de 1985, o Cardeal Joseph Ratzinger, que futuramente seria o Papa Bento XVI, e, na época, era o Prefeito da Sagrada Congregação para a Doutrina da Fé, enviou uma carta para Charles Curran para informar-lhe que ele não poderia mais ensinar teologia católica em nome da Igreja a menos que ele se retratasse de certas posições relacionadas principalmente com a moralidade sexual. Em 18 de agosto de 1986, a Congregação para a Doutrina da Fé emitiu um documento afirmando que ele não poderia mais ensinar teologia católica.